# Kirchberg (Bensheim)

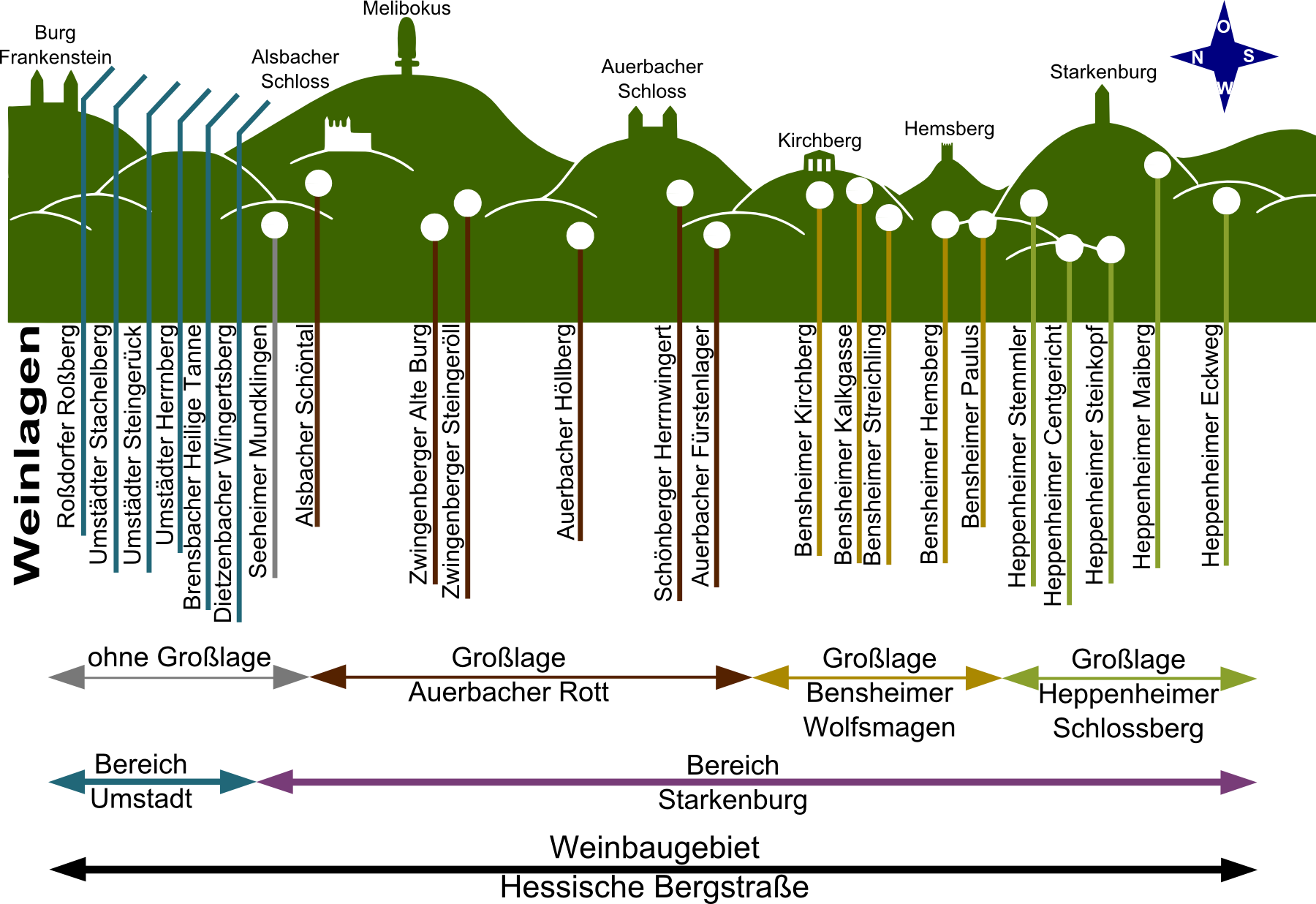
Lage des Kirchberges an der Hessischen Bergstraße

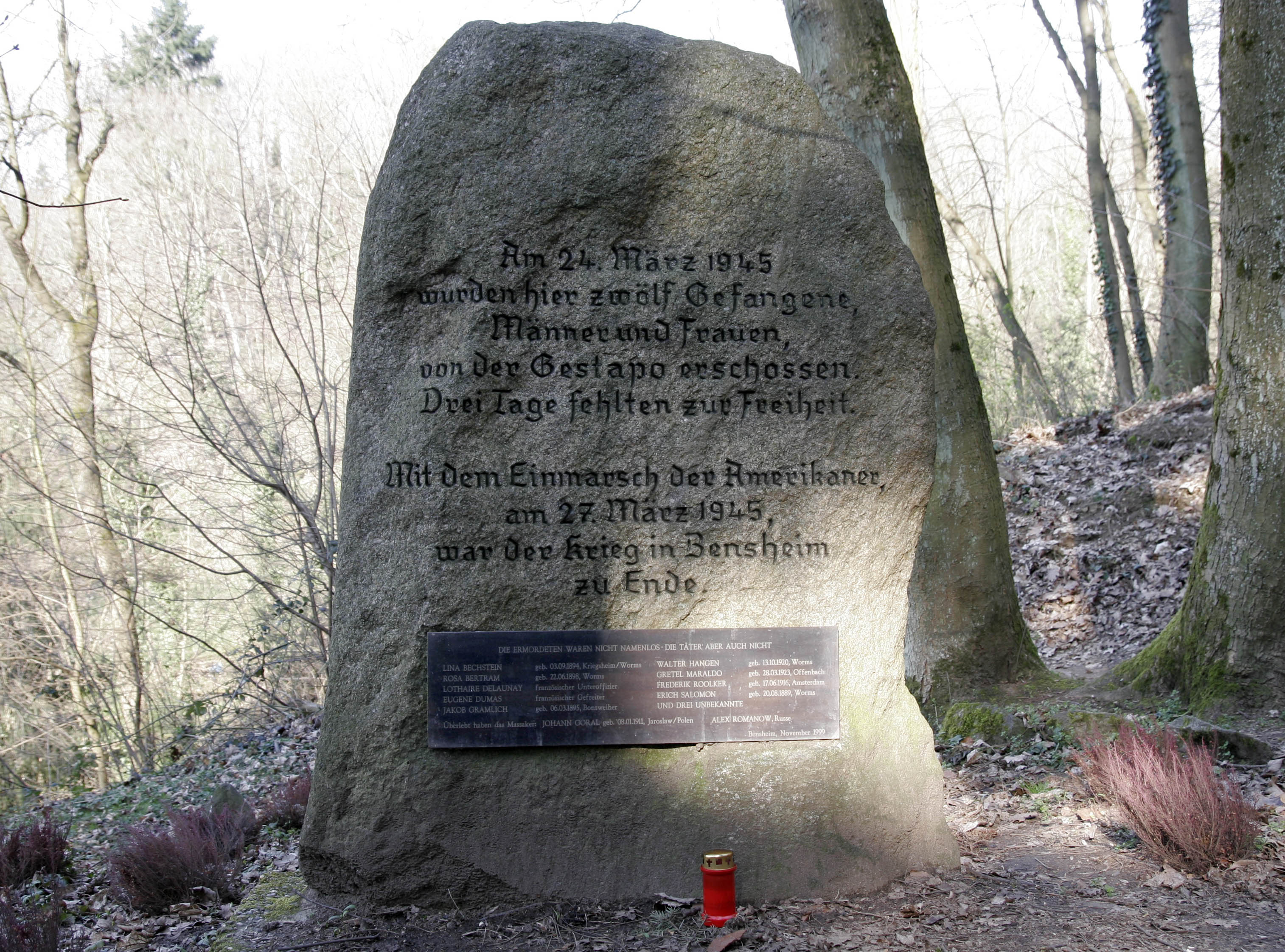
Gedenkstein an das Massaker vom 24. März 1945

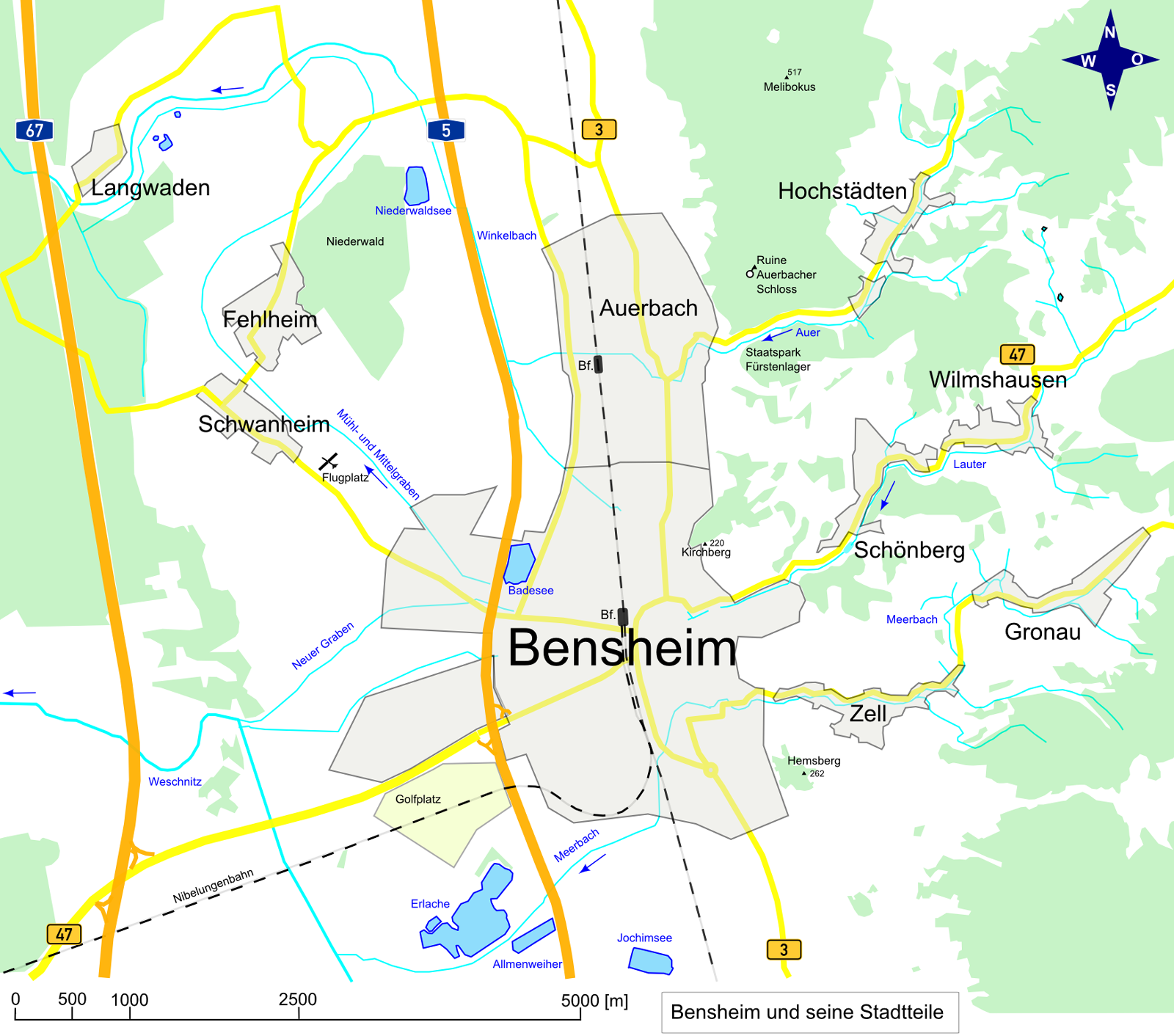
Lage des Kirchberges östlich von Bensheim

Der Kirchberg ist eine 220,6 m ü. NHN hohe Erhebung an der Hessischen Bergstraße im Osten von Bensheim. Auf dem Gipfel des Kirchberges befindet sich das Kirchberghäuschen.

## Kirchberghäuschen

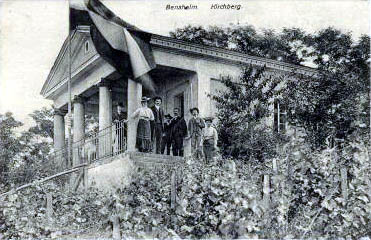
Das Kirchberghäuschen im Jahr 1906

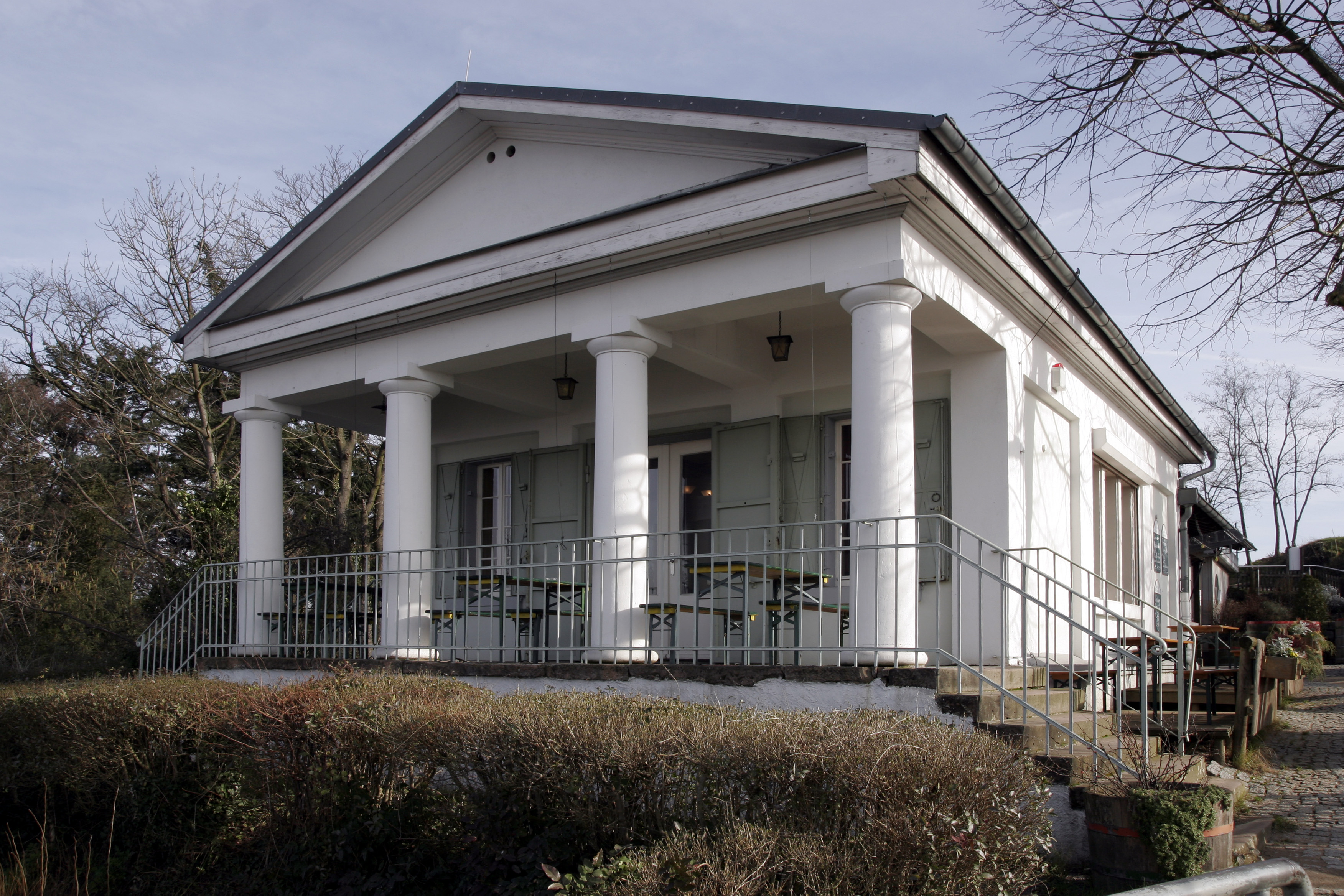
Kirchberghäuschen

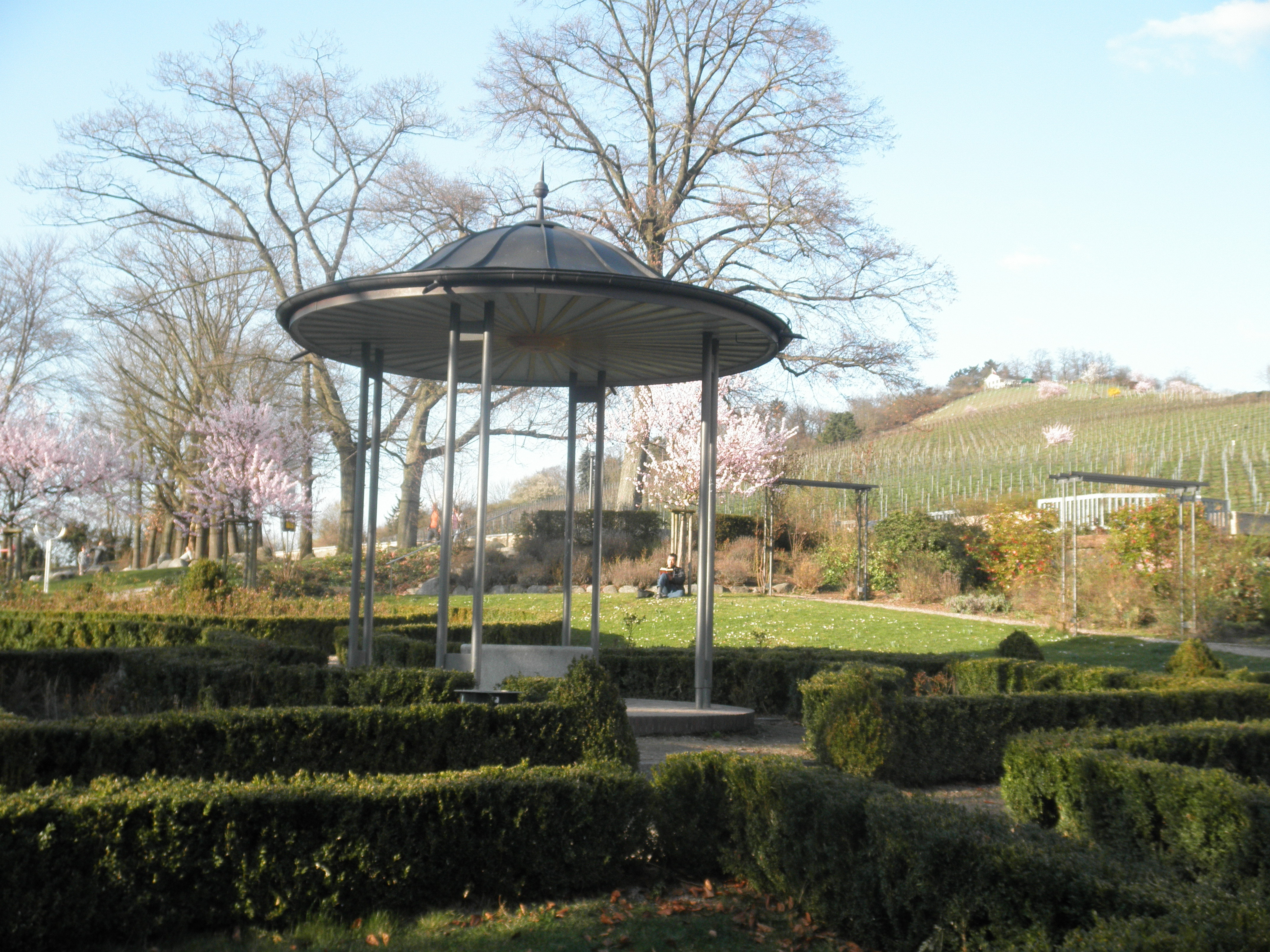
Teil des Kirchbergs, mit der gleichnamigen Weinlage, vom Stadtpark Bensheim aus gesehen

Auf dem Gipfel des Kirchberges befindet sich das bewirtschaftete Kirchberghäuschen. Am 2. Juni 1857 wurde das Kirchberghäuschen als „Lusthaus“ eingeweiht.
Die Idee zum Bau des Kirchberghäuschens kam einigen Bensheimer Honoratioren um Bernhard Krauß, Bürgermeister Taupel, Freiherr von Rodenstein, Kirchenrechner Hainz und Ritterwirt Werle. Sie waren um 1840 der Meinung, dass der zu diesem Zeitpunkt noch unbebaute Kirchberg einen krönenden Abschluss haben sollte. Der ursprüngliche Plan von Kreisbaumeister Mittermeier sah einen prächtigen Turm auf dem Gebäude vor, der aber vermutlich aus Kostengründen nie realisiert wurde.
Baubeginn einer vereinfachten Variante war 1849. Die Fertigstellung zog sich über Jahre hin. Das Bergsträßer Verordnungs- und Anzeigeblatt schrieb am 25. März 1857: „Die Anlagen auf dem Kirchberge, nebst dem Häuschen (...) waren dahin gekommen, dass sie dem Ruine preißgegeben wurden (...). Jetzt, nachdem ein guter Weg angelegt, das Häuschen selbst repariert und die Fenster mit guten Farbgläsern versehen sind, wird auch diese Anlage ihren Zweck erfüllen und zur Verschönerung der Stadt beitragen.“ Die Einweihung erfolgte schließlich am 2. Juni 1857 mit einem 18-Punkte-Programm vor allem für die „höhere Gesellschaft“. Nach der Versammlung in Rathaussaal führte ein Festzug mit Fahnenträgern, weiß gekleideten Damen samt jungen Herren und Vertretern der örtlichen Vereine zum Kirchberg. Das Programm kündigte Kanonenschüsse, Spiele, Vergnügungen und ein Feuerwerk an. Den Anschluss bildete ein Ballabend im Gries’schen Haus. Am Sonntag, den 8. August 1858 wurde zur „Harmonie-Musik“ „bei guter Restauration“ eingeladen. Es spielte das „Wormser Sextett“ und das Programm kündigte „Opern-Ouvertüren, Walzer, Galopp, Concertvariationen und Ständchen“ an.
Das Kirchberghäuschen ist seit seiner Fertigstellung eines der beliebtesten Ausflugsziele Bensheimer Bürger und zugleich eines der Wahrzeichen der Stadt. Es steht als Kulturdenkmal unter Denkmalschutz.

## Gedenkstein
Am 24. März 1945 – drei Tage bevor amerikanische Truppen Bensheim erreichten – wurden zwölf deutsche und ausländische Gefangene, Männer und Frauen, von der Gestapo nördlich des Kirchberg-Gipfels ermordet. Unter den Ermordeten befanden sich drei amerikanische Fallschirmspringer (W. H. Forman, R. T. McDonald, Ray F. Hermann). Ein Gedenkstein erinnert an die Tat. Die Ermordeten waren Rosa Bertram, Erich Salomon und Walter Hangen aus Worms, Lina Bechstein aus Kriegsheim, Gretel Maraldo aus Offenbach am Main, Jakob Gramlich aus Bonsweiher, die beiden Franzosen Eugene Dumas und Lothaire Delaunay, der Niederländer Frederik Roolker, sowie drei weitere nicht identifizierbare Personen. Der Pole Johann Goral überlebte schwerverletzt die Erschießung. Außer ihm überlebten der Russe Alexander Romanov, sowie die vier Groß-Rohrheimer Bürger Heinrich Ahl, August Lautenbach, Heinrich Menger und Georg Ackermann. Der Gedenkstein, der sich am Ort der Erschießung befindet, kann – vom Brunnenweg aus kommend – auf einem schmalen steilen Pfad zum Kirchberg hinauf, erreicht werden.

## Weinbaulage
Die Löss- und Kalkböden des Kirchberges sorgen mit dafür, dass sich unterhalb des Gipfels am Südhang zwei der besten Weinlagen der Hessischen Bergstraße, die Lage „Kirchberg“ und die Lage „Kalkgasse“ befinden. Beide Lagen gehören zur Bensheimer Großlage „Wolfsmagen“.  Von Bensheim aus kommend führt ein Weinlehrpfad auf den Gipfel des Kirchberges.

## Wanderwege
Über den Kirchberg führen auch einige Wanderwege, manche sogar direkt am Kirchberghäuschen vorbei, beispielsweise der Burgensteig Bergstraße, aber auch der Bensheimer Rundwanderweg B1 (Kirchberg-Weg).